# 詹姆斯·阿尔弗雷德·尤因
詹姆斯·阿尔弗雷德·尤因爵士（1855年3月27日—1935年1月7日）是苏格兰物理学家和工程师，发现了物理学中的遲滯現象，1878年作为御雇外国人在日本担任东京帝国大学机械工程学教授。1887年当选英国皇家学会会士，第一次世界大战期间曾主管英国情报机构40号办公室，1916至1929年间任爱丁堡大学校长，1924至1929年间任爱丁堡皇家学会主席，1932年任不列颠科学促进会会长。